# Киноправда (фильм)
Кино-Правда — серия из 23 кинохроник Дзиги Вертова, Елизаветы Свиловой и Михаила Кауфмана, выпущенная в июне 1922 года.
Работая в основном в 1920-е годы, Вертов продвигал концепцию «киноправды» через серию кинохроник. Название «Кино-Правда» относилось к газете «Правда», основанной Владимиром Лениным, и целью Вертова было создание журнала новостей для киноэкрана. Как и у «Правды», целью было не просто сообщить новости. Его видение заключалось в том, чтобы запечатлеть фрагменты действительности, которые, будучи смонтированы вместе, показывали бы более глубокую истину, которую нельзя было увидеть невооружённым глазом. В серии кинохроник «Кино-Правда» Вертов сосредоточился на повседневных переживаниях, избегая буржуазных забот и вместо этого снимая рынки, улицы, производство, и школы, иногда скрытой камерой, не спрашивая разрешения у людей в кадре.
Эпизоды «Киноправды» обычно не включали реконструкций и инсценировок (за исключением сюжета о процессе над эсерами: сцены продажи газет на улицах и людей, читающих газеты в троллейбусе, были постановочными). За три года было выпущено 23 выпуска серии. Каждый выпуск длился около двадцати минут и обычно охватывал три темы. Истории, как правило, были описательными, а не повествовательными, и включали такие сюжеты как, например, обновление системы троллейбусов, объединение крестьян в коммуны, суд над эсерами, голод в зарождающемся марксистском государстве, строительство аэропорта.
«Кино-правду» не следует путать с движением документального кино cinéma vérité, название которого также можно перевести как «кинематографическая правда». Однако «Кино-Правда» оказала влияние на зародившееся во Франции в 1960-х годах движение, которое также пыталось максимально правдиво изобразить мир со всеми его недостатками.

## Принцип создания и художественные особенности
Сам Вертов лишь изредка снимал материалы кинохроники «Кино-Правды». Вместо этого он собрал нескольких операторов, которые делали репортажи со всего Советского Союза. Из отснятых фрагментов Вертов составлял и монтировал каждый эпизод вместе со своим помощником и второй женой Елизаветой Свиловой. Другими ключевыми членами съёмочной группы стали фотограф Иван Беляков и освобождённый от военной службы брат Вертова Михаил Кауфман. Свои «Киноправды» Вертов создаёт из материалов, посылаемых в Москву первым агитпоездом. Снимки из разных частей Советского Союза, сделанные киноками, он перерабатывает в агитационную кинохронику, то есть пытается по принципу чистого монтажа объединить разные кинозаписи в одно агитационного целое.
Новостные обзоры стали полем деятельности, на котором Вертов мог экспериментировать с различными способами соединения и представления самого разного материала, например, архивных фильмов, отснятых документальных материалов, анимации, интертекстов и даже случайных постановочных сцен. В 1922—1923 гг. Вертов вместе с киноками снял 20 выпусков кино-хроники для «Киноправды», которая осуществляла программу, основанную на методе «жизни врасплох», защищающем от фальсификации жизни. Предполагалась точная передача реального материала, фотографически достоверный факт жизни; кинохроника «врасплох», без инсценировок воспроизводила ход событий в тот момент, когда участники не догадывались, что на них направлен объектив кинокамеры. Во избежание вялой художественной выдумки Вертов вводил в кинохронику крупные планы, неожиданные ракурсы, монтаж коротких кусков, ритмическое построение сцен. Его интересовали выразительность деталей, темп движения и смены кадра, чистая динамика. Он понимал, что монтаж даёт большие конструктивные возможности и начал экспериментировать с созданием условного времени и пространства; он расчленяет и склеивает абсолютно разные кадры, снимает с автомашин или самолётов, пользуется скрытой камерой, фототрюком, занимается замедленной и ускоренной съёмкой, проводит эксперименты с обратной съёмкой, с накладыванием экспозиций друг на друга, с мультипликацией. Таким образом «Киноправда» в формальном отношении делает шаг вперёд. На самом же деле Вертов пытается заговорить на чистом киноязыке, который удастся реализовать лишь в 1929 году в «Человеке с киноаппаратом».

## Влияние
Именно в знак уважения Вертову Жан Руш назвал киноправдой то, что в 1960-х годах будет названо cinema-direct.
В конце 1960-х Жан-Люк Годар основал группу Дзиги Вертова и участвовал в таких фильмах, как «Правда» или «Номер два», где снимал своего помощника за работой (отсылка к «Человеку с фотоаппаратом» Вертова).
Движение «Киноправда» также подготовило почву для многочисленных экспериментов с новостными фильмами, например «Кинохроника» (США, 1967 г.) или «Cinétract» (Франция, 1968 г.).